# Claudio Corrarati
Claudio Corrarati (* 8. Juli 1967 in Bozen) ist ein italienischer Wirtschaftsfunktionär und Politiker. Er amtiert seit 2025 als Bozner Bürgermeister.

## Leben
Corrarati besuchte die Gewerbeoberschule „Galileo Galilei“ in seiner Heimatstadt und arbeitete anschließend von 1986 bis 1993 als Elektrotechniker. In der Folge war er für den TÜV Südtirol-Italien im Bereich Arbeitssicherheit tätig, ehe er sich 1997 selbstständig machte und ein Unternehmen gründete, das Unternehmensberatung im Bereich Arbeitssicherheit und Gesundheit am Arbeitsplatz anbietet. Weiters fungierte er als Geschäftsführer und Direktor von zwei Firmen, die sich auf technische Abnahmen sowie Industrieböden und Fundamentarbeiten spezialisieren.
Neben seiner beruflichen Tätigkeit war er über 15 Jahre lang bis 2025 Präsident des regionalen Interessensverbandes für Handwerker und kleine und mittlere Unternehmen CNA. Außerdem diente er unter anderem als Vizepräsident der Messe Bozen.
Bei den Kommunalwahlen 2025 trat er als Mitte-Rechts-Kandidat für das Bürgermeisteramt in Bozen an. Im ersten Wahlgang erzielte er 36,2 % der Stimmen und zog somit in die Stichwahl gegen den PD-Kandidaten Juri Andriollo ein. Diese konnte er mit 51 % der Stimmen knapp für sich entscheiden, wodurch er zum Bozner Bürgermeister gewählt wurde.